# Kirby's Return to Dream Land
Kirby's Return to Dream Land, conocido en Japón como Hoshi no Kirby Wii (星のカービィWii Hoshi no Kābī Wii?, lit. Kirby de las Estrellas Wii) y en Europa y Australia como Kirby's Adventure Wii, es un videojuego de plataformas que fue lanzado el 24 de octubre de 2011. Anunciado en 2005, fue planeado para Nintendo GameCube, pero se anunció su cancelación y finalmente el trabajo fue retomado para Wii. Después de un tiempo sin saberse nada del proyecto, se creyó que había sido cancelado. Durante el E3 2010 se anunció finalmente el tan esperado videojuego que fue llamado Kirby's Epic Yarn. Meses después Nintendo confirmó un nuevo videojuego de Kirby; se creía que Epic Yarn era el tan esperado videojuego de la bolita rosa, pero Nintendo tenía una sorpresa guardada bajo la manga. El juego fue lanzado oficialmente el 24 de octubre de 2011 en Norteamérica, el 27 de octubre de 2011 en Japón, el 25 de noviembre de 2011 en Europa y el 1 de diciembre de 2011 en Australia. En el Nintendo Direct del 13 de septiembre de 2022, se anunció un remake para Nintendo Switch llamado Kirby's Return to Dream Land Deluxe, que se estrenó el 24 de febrero de 2023.

## Trama
Una nave espacial alienígena se estrella, esparciendo pedazos de la nave por todo el tranquilo Popstar. Maglor, quien venia de la nave está desesperado por regresar a su planeta, así que Kirby y sus amigos deciden cooperar y ayudarle, dando así comienzo a una misión destinada a recuperar los pedazos de la nave.
Después de reparar la nave, Maglor ofrece a Kirby y a sus amigos acompañarlo para que lo ayuden a obtener una corona mágica, pero al recuperarla se dan cuenta de que Maglor es un malvado enemigo que intentará conquistar el universo entero, así da inicio una aventura en la que Kirby y sus amigos tratarán de salvar al universo y derrotar a Maglor.

## Jugabilidad
Kirby's Return to Dream Land es un juego en 2.5D de desplazamiento lateral de plataformas, controlada por la celebración de la lateral del mando de Wii. Al absorber los poderes de los enemigos, Kirby copia sus habilidades. El juego presenta más poder por la capacidad temporal de copias llamadas "súper habilidades", que son capaces de destruir a varios enemigos a la vez, así como partes del medio ambiente. Los muchos cambios de vestimenta de Kirby le otorgan más movimientos.

## Producción
El juego fue anunciado por primera vez en el E3 de 2005 como un título para la Nintendo GameCube. Esta construcción era similar al estilo gráfico y la jugabilidad de los anteriores juegos de Kirby, Kirby 64: The Crystal Shards, reproducida en 3D pero usando el tradicional juego de desplazamiento lateral. También fue similar a Kirby Super Star por su (anterior) función para permitir a Kirby para crear un máximo de tres ayudantes. El 14 de septiembre de 2006, el juego Kirby apareció en una lista de los próximos juegos de Wii. En diciembre de 2006 la edición de Nintendo Power lo eliminó de su lista de lanzamientos para GameCube, pero no lo colocó en su lista de lanzamientos para Wii. Matt Casamassina de IGN, promovió la idea de un comunicado de Wii, afirmando que de hecho sería lanzado para el Wii en 2007. Mientras que el juego no apareció en el E3 2007, Beth Llewelyn de Nintendo of America confirma que el juego "no había sido abandonado". En diciembre de 2007 Club Nintendo afirmó que el juego de Kirby para Wii no se encontraba en desarrollo. El 7 de mayo de 2010, Nintendo confirmó que el título de Kirby para Wii todavía estaba en construcción. Nintendo anunció Kirby Epic Yarn, un título totalmente independiente que estaba en desarrollo por parte de buena sensación. El juego de Kirby 2005 se presumió entonces que había sido cancelada hasta una sesión informativa sobre los resultados financieros de 28 de enero de 2011 re-anunciando el juego con una fecha de lanzamiento en el mismo año. En el E3 de 2011, el juego se demostró en forma jugable bajo el tentativo título de Kirby para Wii.